# Inga barbata
Inga barbata är en ärtväxtart som beskrevs av George Bentham. Inga barbata ingår i släktet Inga och familjen ärtväxter. Inga underarter finns listade i Catalogue of Life.